# National Geographic Wild
National Geographic Wild – stacja telewizyjna, należąca do National Geographic Society – właściciela innych kanałów tej marki (m.in. National Geographic). Prezentuje ona głównie programy dotyczące dzikiej przyrody. Kanał był emitowany z polską fonią od początku istnienia jednakże znalazł się w ofercie polskiego nadawcy – Multimedia Polska dopiero 27 kwietnia 2007 roku. Stacja jest dostępna także w sieci UPC. Kanał jest dostępny w polskiej wersji językowej na platformie Orange TV, Cyfrowy Polsat i Platforma Canal+ oraz w wielu sieciach kablowych na terenie całego kraju. Dystrybutorem kanału jest Fox International Channels, którego właścicielem jest 21st Century Fox (wcześniej News Corporation).

## National Geographic Wild HD
Kanał w wysokiej rozdzielczości HDTV. Dostępny od 1 września 2009 roku jako stacja niebędąca retransmisją kanału SD. Dzień po starcie kanał znalazł się na platformie n. Później został dołączony kolejno do oferty platform Polsat Box, Platforma Canal+ i Orange TV.
Od 1 września 2011 roku ramówki kanałów Nat Geo Wild (wersja SD) i Nat Geo Wild HD są identyczne.
Stacja należy do National Geographic Society – właściciela innych kanałów tej marki.

## Programy
- 24 godziny w dziczy
- Cesar Milian na ratunek
- Dzika Korea: Ponad granicami
- Dzika Rosja
- Dzika Rosja – morza
- Dziki park Yellowstone
- Dzikie Wyspy
- Jeszcze większa ryba
- Królestwo Drapieżników: Rebelia
- Krwawa rzeka
- Nadciąga wielka woda
- Najgroźniejsi mieszkańcy Afryki
- Najgroźniejsze zwierzęta świata
- NG Wild
- Niezwykli przyjaciele ze świata zwierząt
- Niezwykły dr Pol
- Polowanie na ludożerców
- Polowanie na wodne potwory
- Polowanie na wodne potwory – największe emocje
- Sekrety ZOO
- Szczeniaki rządzą!
- Śmierć przychodzi po zmroku
- Walki zwierząt
- Walki zwierząt – najdziksze starcia
- Weterynarz z Hawajów
- Węże w mieście
- Zabójcze królestwo Afryki
- Zwierzaki w amoku
- Zwierzaki w obiektywie
- Życie Wielkiej Rafy Koralowej

## Zmiana nazewnictwa
W poniedziałek, 14 stycznia 2019 National Geographic Society ujawnił, że w dniu 1 lutego 2019 nastąpi zmiana nazwy kanału oraz zmiana logotypu na większy. Kanał ze skróconej nazwy Nat Geo Wild zmieni ją na dłuższą i pełną – National Geographic Wild. Zmiana nazwy wprowadzona jest z powodu umocnienia pozycji stacji i ujednolicenia opraw kanału.